# 개신교 제후동맹
개신교 제후동맹(Protestant 諸侯同盟, 1608년 ~ 1621년)은 기독교의 역사에서 가톨릭 제후들의 반종교개혁의 압력에 대항하여, 1608년 독일의 개신교 제후들이 팔츠 선제후 프리드리히 5세의 지도하에 결성한 동맹이다. 이듬해에는 약간의 개신교 제국도시(帝國都市)도 가입하였다.
이에 대항하여 가톨릭 제후도 1609년 바이에른 공작 막시밀리안 1세 지도하에 가톨릭 제후연맹을 결성하였다. 1612년에 영국, 1613년에는 네덜란드와 동맹을 맺고, 1618년 보헤미아의 반란 발생 후 프리드리히 5세를 지원하였지만, 제후간의 협조가 약하였고 또 가톨릭 제후 연맹에게 압도되어 1621년 해산되었다.

## 참고 자료
- 이 문서에는 다음커뮤니케이션(현 카카오)에서 GFDL 또는 CC-SA 라이선스로 배포한 글로벌 세계대백과사전의 내용을 기초로 작성된 글이 포함되어 있습니다.